# For the Road
For the Road è un singolo del rapper statunitense Tyga, pubblicato nel 2013 ed estratto dall'album Hotel California. Il brano si avvale della collaborazione di Chris Brown.

## Tracce
- Download digitale

1. For the Road (featuring Chris Brown) – 4:06